# Scleroprocta pentagonalis
Scleroprocta pentagonalis är en tvåvingeart som först beskrevs av Friedrich Hermann Loew 1873.  Scleroprocta pentagonalis ingår i släktet Scleroprocta och familjen småharkrankar. Enligt den finländska rödlistan är arten sårbar i Finland. Arten är reproducerande i Sverige. Artens livsmiljö är bäckar. Inga underarter finns listade i Catalogue of Life.